# デューズ・ワイルズ
デューズ･ワイルズ（Deuce Wilde、「デューズ･ワイルド」、「ヂューズ･ワイルド･ポーカー」）とは、カジノゲームの1種である。トランプを使用する。

## ルール
このゲームの基本的なルールはポーカーとたいして変わらない。異なる点は、2がワイルドカードになることである。そのため、通常のポーカーよりも強いハンドを作りやすい。当然ながら、その分配当は低く設定され、スリーオブアカインド以上の役でないと配当はない。